# Michel Monet au pompon
Michel Monet au pompon est un tableau de Claude Monet daté de 1880. Il représente le fils de l'artiste, Michel Monet.

## Description
Le tableau est un portrait de Claude Monet, alors enfant, portant un bonnet à pompon.

## Histoire
Le tableau a été réalisé en 1880.
Il est conservé au musée Marmottan Monet.